# Rivky Mokodompit
Rivky Mokodompit là một cầu thủ bóng đá người Indonesia thi đấu cho PSM Makassar ở Liga 1 ở vị trí thủ môn. Khi ở sự nghiệp trẻ, anh thi đấu ở vị trí trung vệ, và bây giờ chơi ở vị trí thủ môn.

## Danh hiệu

### Danh hiệu câu lạc bộ
Sriwijaya
- Indonesia Super League (1): 2011–12
- Indonesian Inter Island Cup (1): 2012